# Chirisconis
Die Felsgräbernekropole von Chirisconis liegt in Suni, im Tal des Riu Mannu in einer Kurve der Provinzstraße von Pozzomaggiore nach Suni in der Metropolitanstadt Sassari auf Sardinien. Die ausgegrabene Nekropole stammt aus dem späten Neolithikum (Ozieri-Kultur, 3200–2800 v. Chr.) und wurde während der Kupferzeit (Monte-Claro-Kultur, 2700–2200 v. Chr.) nachgenutzt.
Die 12 ein- und mehrzelligen Domus de Janas der Ozieri-Kultur wurden aus dem bizarren Basalt-Aufschluss gehauen und sind Felsgräber, deren Zugang fast ausschließlich über ein Vestibül erfolgt. Auf den Wänden der oft recht kleinen Räume sind noch Überreste roter Farbe zu erkennen.
In der Nähe liegt die Nuraghe Nuraddeo, die von der gleichen Kooperative betreut wird.